# Leighann Doan
Leighann Doan, coniugata Reimer (Stettler, 6 novembre 1978), è un'ex cestista canadese.

## Carriera
Con il Canada ha disputato i Campionati americani del 2003.
Nel 2018 è stata introdotta nella Alberta Sports Hall of Fame.